# Ugyen Academy (Schule)
Die Ugyen Academy (UA, bhutanisch ཨོ་རྒྱན་རིག་པའི་བྱུང་གནས།) ist eine private Schule in Punakha, Bhutan. Die Schule bietet Unterricht für die Klassen VII bis XII.

## Geschichte
Die Ugyen Academy wurde am 3. April 2002 eröffnet. Anfangs waren 154 Schüler eingeschrieben. Yab Dasho Ugyen Dorji (1925–2019), der Vater der vier Königinmütter (Gyalyum Kude) Dorji Wangmo, Tshering Pem, Tshering Yangdon und Sangay Choden Wangchuck und des ehemaligen Premierminister Lyonpo Sangay Ngedup, hatte sich diese Schule zur Aufgabe gemacht. Zusammen mit Yum Thinley Choden begründete er die Schule um den Menschen vor Ort Hoffnung zu vermitteln und Schüler zu fördern, die nicht den Standard der Regierung erreichten. Die Schule ist die erste und einzige Internationale Schule im Königreich.

## Standort
Die Ugyen Academy liegt mitten in Khuruthang im Distrikt Punakha. Sie liegt zwischen der Khuruthang Middle Secondary School und dem Stadtzentrum an der Straße nach Punakha Dzong.

## Schulleiter
- Norbu Gyaltshen 2002–. Gyaltshen hat einen Abschluss in Science der University of New England, New South Wales. Außerdem hat er die Auszeichnung University’s Honours Roll für das Poject Mission Possible der UNE errungen.[3] Er diente 27 Jahre lang als Lehrer und war Tutor für den späteren König Jigme Khesar Namgyel Wangchuck. Er wurde vom König für seine Verdienste als Pädagoge geehrt und erhielt eine weiße Kabney ohne Fransen und ein Patang.[4]

## Unterricht
Die Schule nimmt Schüler aus dem ganzen Land auf und auch internationale Studenten. Es gibt Studenten aus Thailand, Indien und Südkorea. Das Lehrkollegium besteht aus 47 Lehrern, darunter 32 erfahrene bhutanische Lehrer und 5 professionelle indische Lehrer. Eine akademische Ausbildung ist die oberste Priorität. Jedes Jahr werden bei den standardisierten BCSE (Bhutan Certificate of Secondary Education) und BHSEC (Bhutan Higher Secondary Education Certificate)-Examen sehr gute Ergebnisse erzielt.

## Sport
Sport spielt eine große Rolle in der ganzheitlichen Schulphilosophie und die Schüler beteiligen sich an Wettbewerben innerhalb der Schule genauso wie auf nationaler Ebene. Sportangebote gibt es für Fußball, Volleyball, Schwimmsport, Cricket und zahlreiche Indoor Games.
Zugleich mit der Academy wurde der Ugyen Academy FC gegründet, welcher sich auf Dzongkhag-Ebene und auf nationaler Ebene, unter anderem bei den National School Games. Fußball ist die beliebteste Sportart der Schüler. Mit dem Fußballteam nimmt die Ugyen Academy an der Bhutan Premier League teil und repräsentierte Bhutan auch beim 2014 AFC President’s Cup.